# Aetanthus trifolius
Aetanthus trifolius är en tvåhjärtbladig växtart som beskrevs av Kuijt. Aetanthus trifolius ingår i släktet Aetanthus och familjen Loranthaceae. Inga underarter finns listade i Catalogue of Life.